# Leonid (Fil)
Leonid (białorus. Леанід – Leanid; ukr. Леонід – Łeonid; ros. Леонид – Leonid; imię świeckie: białorus. Феадосій Мітрафанавіч Філь – Fieadosij Mitrafanawicz Fil; ukr. Феодосій Митрофанович Філь – Feodosij Mytrofanowycz Fil; ros. Феодосий Митрофанович Филь – Fieodosij Mitrofanowicz Fil; ur. 2 września 1960 w Nesterowcach) – biskup Egzarchatu Białoruskiego Patriarchatu Moskiewskiego.

## Życiorys
Urodził się w rodzinie chłopskiej. Po odbyciu zasadniczej służby wojskowej wstąpił w 1981 do moskiewskiego seminarium duchownego, zaś po jego ukończeniu rozpoczął wyższe studia teologiczne w Moskiewskiej Akademii Duchownej. Jako jej student, 8 marca 1987, złożył wieczyste śluby zakonne przed archimandrytą Jerzym, inspektorem Akademii, otrzymując imię Leonid. 20 marca arcybiskup dmitrowski Aleksander wyświęcił go na hierodiakona, zaś 12 lipca 1987 – na hieromnicha. W 1989, po ukończeniu studiów w Akademii, został zatrudniony w szkole regentów cerkiewnych działającej przy niej. W roku następnym został wykładowcą w nowo otwartym seminarium duchownym w Mińsku. 1 września 1992 metropolita miński i słucki Filaret nadał mu godność igumena i skierował go na stanowisko inspektora tegoż seminarium. W 1996 został archimandrytą. 3 sierpnia tego samego roku objął stanowisko rektora seminarium, w którym wykładał.
27 grudnia 2007 na mocy decyzji Świętego Synodu Rosyjskiego Kościoła Prawosławnego został nominowany wikariuszem eparchii homelskiej i żłobińskiej z tytułem biskupa rzeczyckiego. Chirotonia biskupia archimandryty Leonida miała miejsce 12 lutego 2008. Jako konsekratorzy wzięli w niej udział metropolita miński i słucki Filaret, arcybiskupi witebski i orszański Dymitr, homelski i żłobiński Arystarch, wieriejski Eugeniusz, winnicki i mohylewsko-podolski Szymon, piński i łuniniecki Stefan, nowogródzki i lidzki Guriasz, wyszhorodzki Paweł, połocki i głębocki Teodozjusz, niżnonowogrodzki i arzamaski Jerzy, biskupi drucki Piotr, grodzieński i wołkowyski Artemiusz, białostocki i gdański Jakub (Polski Autokefaliczny Kościół Prawosławny), mohylewski i mścisławski Sofroniusz, brzeski i kobryński Jan, wiaziemski Ignacy, turowski i mozyrski Stefan, boryspolski Antoni oraz bobrujski i bychowski Serafin.
W 2012 został ordynariuszem eparchii turowskiej i mozyrskiej.